# Pantaleu (Palau-sator)
Pantaleu és un veïnat del municipi de Palau-sator (Baix Empordà), format per un conjunt de masies als replans dels contraforts de les Gavarres. El 1019 la canònica de Girona posseïa un alou a Pantaliu. La masia més gran és Can Figueres o Mas Ventós, de pla basilical, amb un portal adovellat i finestres goticorenaixentistes. Altres masies destacables són Can Xumac i Can Florenci, prop de la qual hi ha la torre cilíndrica d'un antic molí de vent (Torre de Pantaleu).
Pantaleu tenia regidor propi de la Batllia de Palau-Sator, conjuntament amb Fontclara, a l'inici del Segle XIX. La seva adscripció parroquial, en canvi, era amb Sant Feliu de Boada. Amb la fi de l'Antic Règim Senyorial, va passar a formar part del municipi constitucional de Palau-Sator.